# Froot Loops
Froot Loops es una marca de cereales para desayuno azucarados sazonados con sabor a frutas producida por Kellogg's y vendida en muchos países. Los cereales tienen forma de anillos (por ello se llaman "Loops") y hay una variedad de colores brillantes y una mezcla de sabores de fruta (por ello se llaman "Froot"). Sin embargo, en realidad no hay fruta en los Froot Loops, simplemente están sazonados con fruta. Esto ha llevado a diferentes métodos de producción en Reino Unido. Kellogg's introdujo Froot Loops en septiembre de 1962. Originalmente, había cereales de color rojo, naranja, y amarillo, y los colores verde, morado, y azul se añadieron durante los años 90. En el Reino Unido, los Froot Loops son morados, verdes y naranjas, debido a la carencia de coloraciones naturales para hacerlos amarillos, rojos y azules, y su forma también es más grande. Para el mercado de Japón existen de color negro, blanco y plata. Mientras el marketing vendió cada cereal como si tuviera un sabor diferente, Kellogg's admitió que todos tenían el mismo sabor.

## Mascota
Toucan Sam es un tucán azul antropomórfico; los colores de su pico corresponden a los tres colores originales de Froot Loops. Está retratado originalmente para tener la capacidad de oler Froot Loops a grandes distancias y siempre localiza un bol de cereales escondido mientras entona, "¡Sigan mi nariz! ¡Para la degustación de frutas!", o "¡Sigan mi nariz! ¡Siempre se sabe!"

## Variedades
Kelloggs hizo distintas variedades de comidas, incluyendo tentempiés llamados Snack Ums. Snack Ums eran similares a los cereales, pero más grandes. Su eslogan era "Super mordiscos con deliciosos sabores intensos de frutas naturales"..."¡Estallido de sabor!!" La marca Froot Loops de Kellogg's también se utilizaba con la barra de cereales de Froot Loops.
A mediados de 2012, Kellogg's introdujo Froot Loops en el mercado de Reino Unido durante un tiempo limitado solo con los colores secundarios (naranja, verde y morado) como los colores naturales sustitutos del rojo, amarillo y azul que no podían encontrarse. La receta también era diferente de la versión de EE. UU., por lo que Kellogg's dijo que 'debido a legislación europea hemos sido incapaces de producir Froot Loops con las mismas especificaciones del producto de EE. UU. Las formulaciones son diferentes, incluyendo los niveles de azúcar y de sal y la versión de Reino Unido ha sido producida con aditivos de comida natural y condimentos, lo que influye en las diferencias de aspecto y sabor entre los dos productos'. Los Froot Loops de Reino Unido son también más grandes de tamaño comparados con su equivalentes americanos, y debido al método diferente de formulación, es cereal mucho más áspero. En septiembre de 2012 Kellogg's saca los Froot Loops del mercado de Reino Unido debido a una carencia de demanda del cereal; aun así, a pesar de las diferencias con el producto americano, a mediados del 2013 todavía se siguen vendiendo Froot Loops por Reino Unido.
En diciembre de 2019, salió a la luz una historia vía Twitter; Froot Loops dio identidad a una novia que fue engañada por su pareja. El hilo conocido como narra la infidelidad de su novio (All-brand) con su hermana (Zucaritas) a poco tiempo de la boda, la cual se iba a celebrar en la colonial ciudad de San Miguel de Allende, Gto. Dicho hilo dio la vuelta al mundo.

## Froot Loops Bloopers
En febrero de 2015, un derivado del cereal llamado Froot Loops Bloopers fue vendido y promocionado en una pantalla de Angry Birds Space.